# Saint-Germain-le-Guillaume
Saint-Germain-le-Guillaume település Franciaországban, Mayenne megyében. Lakosainak száma 513 fő (2022. január 1.). Saint-Germain-le-Guillaume Andouillé, La Bigottière és Chailland községekkel határos.

## Népesség
A település népessége az elmúlt években az alábbi módon változott:
| Lakosok száma | 418  | 360  | 371  | 451  | 476  | 480  | 495  | 512  | 517  | 513  |
|               | 1968 | 1982 | 1990 | 2006 | 2013 | 2015 | 2017 | 2019 | 2020 | 2022 |